# Anton Janin
Anton Walerjewicz Janin, ros. Антон Валерьевич Янин, ang. Anton Yanin (ur. 21 września 1992 w Petersburgu) – rosyjski hokeista.

## Kariera
- Spartak Sankt Petersburg juniorzy (2008-2009)
- Spartak Moskwa juniorzy (2008-2009)
- New Jersey Rockets (2010-2013)
- 1928 KTH (2013-2014)
- HC 07 Detva (2014/2015)
- Sokoł Krasnojarsk (2015)
- Ałtaj Barnauł (2015-2016)
- Dinamo Sankt Petersburg (2016-2018)
- Tsen Tou Jilin (2018)
- Dinamo Sankt Petersburg (2018-2019)

Występował w drużynach juniorskich Spartaka Sankt Petersburg i Spartaka Moskwa. Karierę rozwijał w USA, występując w rozgrywkach Atlantic Junior Hockey League (AtJHL). Od lipca 2013 zawodnik klubu 1928 KTH w Krynicy-Zdroju, w barwach którego występował w rozgrywkach Polskiej Hokej Ligi edycji 2013/2014 i równolegle I ligi sezonu 2013/2014. W sezonie 2014/2015 był zawodnikiem HC 07 Detva w 1. lidze słowackiej rozgrywając dwa mecze. W sezonie 2015/2016 grał w klubie Ałtaj Barnauł w III lidze rosyjskiej, przekazany z Sokoła Krasnojarsk. Od 2016 zawodnik Dinama Sankt Peteresburg w rozgrywkach Wyższej Hokejowej Ligi. Przedłużył kontrakt z klubem w maju 2017 i w maju 2018. We wrześniu 2018 jego kontrakt został rozwiązany. Od tego czasu do października 2018 był zawodnikiem chińskiej drużyny Tsen Tou Jilin w WHL, po czym powrócił do Dinama. Zawodnikiem tego klubu pozostawał do 2019.

## Sukcesy
Klubowe
- Półfinał Pucharu Polski: 2013 z 1928 KTH
- Złoty medal WHL /  Puchar Pietrowa: 2018 z Dinamem Sankt Petersburg